# 熊本労災病院
熊本労災病院（くまもとろうさいびょういん）は、独立行政法人労働者健康安全機構が運営する病院。熊本県八代市に位置する。

## 沿革
- 1954年（昭和29年）2月 熊本労災病院をオープン。
- 2003年（平成15年）1月 日本医療機能評価機構認定。
- 2004年（平成16年）4月 独立行政法人に移行。
- 2016年（平成28年）4月1日 - 運営する法人が独立行政法人労働者健康福祉機構から独立行政法人労働者健康安全機構へ改組される。

## 診療科
- 内科
- 精神科
- 循環器科
- 小児科
- 外科
- 心臓血管外科
- 整形外科
- 形成外科
- 脳神経外科
- 皮膚科

- 泌尿器科
- 産婦人科
- 眼科
- 耳鼻咽喉科
- リハビリテーション科
- 放射線科
- 麻酔科

## 関連施設
- 熊本労災看護専門学校
- 労災病院ひまわり保育所

## 周辺
- ファミリーマート八代竹原店
- 八代自動車学校
- 八代白百合学園高等学校
- シモカワ労災病院前調剤薬局
- 新八代駅

## 交通アクセス

### 路線バス

#### 主要駅からのアクセス
- 産交バスの路線が乗り入れしている。
- 新八代駅西口から
  - 「８・９　八代市役所前」行きに乗車、「労災病院前」下車　約3～4分
  - ■左１　みなバス左廻り 「八代産交」行きに乗車、「労災病院前」下車　約3～4分
- 八代駅から
  - ■左１　みなバス左廻り 「八代産交」行きに乗車、「労災病院前」下車　約16～17分

#### 当病院からの発着路線
- 産交バスの路線が乗り入れしている。
  - ８：種山(新八代駅西口・鏡・有佐駅前・宮原・東陽スポーツセンター前経由)
  - ９：八農分校前(新八代駅西口・鏡・有佐駅前・宮原・東陽スポーツセンター前・種山・氷川ダム前・落合経由)
  - ８・９：八代市役所前（竹原・大村橋・出町経由）
  - ■左１　みなバス左廻り 八代産交(臨港線・イオン八代ショッピングセンター・永碇・八代高校前・松江・検察庁・法務局・市博物館前・ゆめタウン経由)
  - ■右１　みなバス右廻り 八代産交(新八代駅西口・上日置・福正元町・八代駅前・出町・本町緑地公園・八代市役所前・東塩屋・ゆめタウン経由)